# Paris Hip Hop
 (septembre 2023).
Paris Hip Hop, aussi appelé la Quinzaine du Hip hop, est un festival d’Île-de-France mettant à l’honneur toutes les expressions artistiques et disciplines de la culture Hip Hop (peinture, musique, danse, cinéma…) durant 15 jours.
Le projet Paris Hip Hop a été créé par Hip Hop Citoyens en 2005 parce qu'il fallait proposer aux Franciliens un événement symbolique et fédérateur fort autour du Hip Hop, de ses disciplines artistiques et de ses acteurs amateurs comme professionnels. C'est donc en juin 2006 que la 1re édition de La Quinzaine du Hip Hop en Île-de-France voit le jour pour célébrer cette culture sous toutes ses formes.

## Historique
- 2002 : fondation par Bruno Laforestrie de l’association Hip Hop Citoyens[2], à la suite de l’annonce du passage de Jean-Marie Le Pen au 2e tour des élections présidentielles. La première action de l’association a consisté à enregistrer une chanson[3] réunissant une grande partie des artistes français issus de la scène hip hop, avec pour objectif de mobiliser la jeunesse à aller voter.
- De 2003 à 2005, Hip Hop Citoyens réalise une enquête de terrain, des recherches bibliographiques, ainsi qu’un diagnostic portant sur les rapports entre les institutions locales parisiennes et le mouvement Hip Hop. Un document récapitulatif final est remis à différentes institutions d’Île-de-France (Ville de Paris, Mairies d’arrondissements, Conseil régional d’Île-de-France), à des associations ainsi qu’à des artistes du mouvement Hip Hop.
- En 2006, l’association Hip Hop Citoyens entreprend la création d’un événement symbolique, fédérateur à Paris et en Île-de-France autour du Hip Hop : c’est la naissance du festival Paris Hip Hop, qui doit légitimer et faire reconnaître la culture Hip Hop Pour la mise en œuvre de ce projet, le collectif Paris Hip Hop se constitue, grâce à la réunion de plusieurs associations : Hip Hop Citoyens[2], Hip Hop Résistance[4], Ascendanse Hip Hop[5], R.Style[6], Paris Est Mouv'[7], Forshow Squad et la société No Time Prod.

Partant du constat cohérent d’un manque d’investissement des institutions vis-à-vis de ce mouvement culturel majeur, la Ville de Paris s'est engagée aux côtés de Hip Hop Citoyens pour la mise en œuvre de cette édition de lancement. Les objectifs du projet :
- Mettre en lumière la qualité de la création et le dynamisme du Hip Hop d'Île-de-France pour une  meilleure connaissance de ses acteurs et de cette culture.
- Réaffirmer la place de Paris sur la carte du Hip Hop international.
- Donner un aspect pédagogique à cet événement, ceci à travers une programmation nationale et internationale de qualité permettant de porter un regard large sur le Hip Hop de ses origines jusqu’à nos jours.
- Valoriser certaines initiatives liées au Hip Hop des mairies d’arrondissement et destinées à la jeunesse.

La première édition de la «Quinzaine du Hip Hop en Île-de-France» annonce la naissance d’un événement hip hop récurrent à cette période de l’année.

## Paris Hip Hop aujourd'hui
À présent, Paris Hip Hop propose à chaque édition, plus de 40 manifestations autour des cultures urbaines et plus de 400 artistes qui défilent dans les hauts lieux culturels de la capitale mais aussi au cœur des quartiers et en banlieue. Pendant 15 jours, cet évènement symbolique et fédérateur à Paris et en Île-de-France, propose une série de manifestations représentatives de toutes les expressions artistiques et disciplines de la culture Hip Hop (peinture, musique, danse…) et de ses influences dans le cinéma, le graphisme ou encore la photographie. La Quinzaine du Hip Hop est également l'occasion de conférences, débats et ateliers autour de ces disciplines et de leurs différentes problématiques.
La 12ème édition aura lieu du 24 juin au 9 juillet 2017.
Les principaux lieux où se déroulent les manifestations: la Plage de Glazart, le Zénith de Paris, la Maison des Métallos, les Berges de Seine, la Gaité Lyrique, le Plan (Ris Orangis), le Hangar (Ivry), La Pêche (Montreuil), la Maroquinerie, Sevran, Mantes-la-Jolie, Aubervilliers, Clichy-sous-Bois...

## Résumé des éditions précédentes du Festival Paris Hip Hop

### Années 2000

#### Paris Hip Hop 2006:Independent Days
Pour la première édition de Paris Hip Hop, Hip Hop Citoyens a misé sur un plateau 100 % US indépendant à l’Élysée Montmartre avec « The World Famous Wake up Show », Sway, King Tech, Chino XL (Los Angeles, Californie) Planet Asia (Fresno, Californie) El Da Sensei (East Orange, New Jersey), O.C. – DITC (New York), Wildchild (Oxnard, California). Paris Hip Hop a proposé le premier concert « Parlez-vous Français ? » à l'Élysée Montmartre avec la nouvelle génération du rap français avec Kery James, Tandem, Sefyu, Alibi Montana, Nessbeal, Al Peco, Ol Kainry, Youssoupha, Busta Flex, Kamelancien, Nubi, Salif...
Souvenons-nous aussi de la 1re Block Party dans le 20e... la Réunion du Hip Hop avec Lion Scot, Johnny Go et Justy en Beat Box : Armane et Braz Graff : Ramzy, Jayone (BBC), Reyze, Fafi, Nosé 132, Club, Tilt, Dize (VMD), FLP(RAW), Rock, Swen (93MC), Noé2 (RAW), Zéki (OC), Dgee, DM DJ's : Dee Nasty, Nexte One et Moricio Danse : Aktuel Force, Klan X, VNR, R-Style, Rualité 
La première édition du « Pouvoir des Mots » s'est déroulée au Point Ephémère avec Rocé, Kohndo, Casey et Spécio
En danse, ont été présentés les spectacles King Of Dancers parrainé par Jeskilz (Rock Steady Crew), DJ's Phat Staff (Générations 88.2), Taj Mahal (B.O.T.Y. 2006), le show de Liaison Fatale, Slam Dunk... et Battle Royal avec le dj Cut Killer (Double H) et le show des Wanted Posse, P lock & J Soul, Low Rider Cadillac.

#### Paris Hip Hop 2007:Wordin' Power
La deuxième édition du festival Paris Hip Hop a été soulignée par un fil conducteur axé sur le langage, l'art du mot. Les grands du rap français se sont retrouvés sur l'évènement "Parlez-vous Français" animé par Pascal Cefran, à l'évènement "Le Pouvoir des Mots" et lors de la "Journée Nos Engagements". On retiendra également l'exposition 'Graffology' au Palais de Tokyo, temple de l'art contemporain, où des graffeurs français de renommée internationale (Marko93, Jaye, Nilko, YZ…et une apparition de RCF 1) ont réfléchi ensemble sur les liens entre leurs différents styles et techniques. À retenir également, Le DJ Day avec DJ Cut Killer et Dee Nasty
Les artistes 2007: KRS One, Dj Cash Money, Dj Fab, Dj Kid Skraam, La Mafia K'1fry, L.I.M, Larsen, Alibi Montana, Kennedy, Les 2 Bal, L'skadrille, Youssoupha, Rma2n Et Diomay, Cut Killer - Dee Nasty - Netik - Flynt - Casey - Kohndo - Kalash - Human Beat-Box - Sefyu - Dany Dan - Layone -Wanted Posse - Acre - Alex Des Mac - Noe2 - Zenoy - Comer - Dj Dee Nasty - Sweet Dick Willy- Dj Kiaz - Dj Pom - Kid Skraam

#### Paris Hip Hop 2008:Multi Styles Culture
Pour cette troisième édition, le festival Paris Hip Hop prend de l’ampleur et enrichi encore sa programmation pluridisciplinaire. Ainsi, 2008 fut l’année du premier évènement Paris Hip Hop au  Zénith de Paris  avec un concert multiculturel donné par Oxmo Puccino & The Jazzbastards, Estelle, Rocca & Tres Coronas, Baloji, Looptroop, Mala Rodriguez et tous les artistes du projet Diversidad.
Les artistes 2008 : Scred Connexion - A-L - Latino Records - Hamilian’s, Junior – Meech - David Colas – Youssoupha – Choream – Noe2 – Taïro – Enz - Daz-Ini – Dialect - Oxmo Puccino & The Jazzbastards – Estelle - Rocca & Tres Coronas – Baloji – Looptroop - Mala Rodriguez - Mc Sidney - Lady Style - Dee Nasty – Tunisiano – Zaho – Freeman - Jacky & Ben-J – Tlf - L’skadrille – Flynt - Seth Gueko - Chiens de paille – Nessbeal - Monsieur Nov…

#### Paris Hip Hop 2009:Le Hip Hop fait son cinéma
La 4e édition de Paris HIP HOP a mis à  l’honneur le célèbre groupe marseillais IAM. À l’occasion des 20 ans du groupe mythique de la scène française, IAM a choisi PARIS HIP HOP 2009 pour offrir l’exclusivité de cet événement. À cette occasion, le parrain 2009 a foulé la scène du Zénith de Paris pour un concert exceptionnel en compagnie du rappeur B-Real du groupe emblématique Cypress Hill. En 2009, le cinéma fut à l’honneur avec l’avant-première du film Notorious B.I.G., la diffusion dans la Grande Halle de la Villette de “Crips And Bloods : Made in America” de Stacy Peralta et " West Coast Theory " de Maxime Giffard et Félix Tissier.
Les artistes 2009: Orphé - L’atlas - Mac Kregor – Disiz – Grems - Klub Des 7 - Iam - B-Real - Dee Nasty - Rim-K - Ying Yang Crew – Azaria –Grandmaster Flash - 20syl - Jazz Liberatorz - Faster Jay - Mac Tyer, Dry - Seth Gueko – Youssoupha - Ap Du 113 – Salif - Sexion D’assaut – Kennedy – Kohndo - Cie Mémories Vives - Dany Dan – Rocé - Reso - Shuck2 – Nasty – Acre – Colorz - Ecraz…

### Années 2010

#### Paris Hip Hop 2010:Les États-Unis à l'honneur
Cette 5e édition a été marquée par la présence de Kevin Liles (Président de Def Jam Entreprise et ancien vice Président exécutif de Warner Music Group), Président d’honneur de Paris Hip Hop 2010, qui a donné une conférence pour parler de son expérience, de ses actions en faveur des jeunes et de son livre « Make it happen : the hip hop generation guide to success. ». La programmation musicale de cette année est encore plus ouverte avec de la soul, du jazz et du reggae. Ainsi certains festivaliers ont pu également participer au 1er concert parisien des artistes Nas et Damian JR Gong Marley, deux figures musicales internationales à l’occasion de leur projet musical commun dédié à l’Afrique : « Distant Relatives ».
Les artistes 2010: 9th Wonder - Araab Muzik - Damian Jr Gong Marley - Das Efx - Dee Nasty - Despo Rutti, - Eklips - Erik Truffaz - Foreign Beggars - Golden Years Of Hip Hop – Justdizzle - Ladi 6 - Mac Tyer - Marko93 - Milk Coffee & Sugar – Nas – Nessbeal - Obie Trice - Pro Phenomenon - Raf Crew –Rocé - Sages Poètes De La Rue - Serial Stepperz - Sexion D’assaut - Sly Johnson…

#### Paris Hip Hop 2011:Graffiti All Starz
Paris Hip Hop a bouclé la 6e édition avec le concert exceptionnel et inédit de Snoop Dogg "Doggystyle" qui nous a fait revivre pendant 1h30 les classiques de son 1er album au Zénith de Paris. Un finish grandiose à la hauteur d’un projet résolument ancré en Île-de-France. Paris Hip Hop 2011 a été marqué par un événement rap français de taille, le retour dans la Capitale de La Rumeur, parrain du festival, avec un concert complet à La Cigale et l’avant-première de sa série « De l’encre » à la Maison des Pratiques Artistiques Amateurs. Cette année, le graffiti a véritablement été mis à l'honneur à travers la collaboration avec Kosmo Art Tour 2011 : deux projets de grande qualité ont réuni plus de 40 artistes internationaux pour l'Exposition Europa Graffiti au Pavillon Carré de Baudouin et la Fresque Graffiti All Starz for Japan au mur de l’ancien dépôt de bus Lagny. Notons la visite surprise de Will I AM venu à la rencontre des graffeurs et jeunes au cœur du 20e arrondissement.
Les artistes 2011: 1995 - Aelpeacha - Ali/Barrington Levy - Berthet One - Casey - Cie Phase T - Da Cruz - Daz Dillinger - Eklips - Kenyon - Kohndo – Kurupt - L'Entourage - La Rumeur - Lady Of Rage - Laetitia Dana – Lazoo - Milk Coffee & Sugar – Nemir - Noe2 - S. Crew – Saigon - Scred Connexion – Sefyu - Snoop Dogg - Soprano - Speedy Graphito - T-Kid 170 – Tilt – Triptik - Uncle T – Vicelow - Warren G - Zone Libre Vs Casey & B.James…

#### Paris Hip Hop 2012:Cap sur le Brésil
Pour sa 7e édition, le festival Paris Hip Hop avec pour parrain, le rappeur Youssoupha, confirme son statut d’évènement fédérateur, grâce à une quarantaine de projets développés à Paris mais aussi dans toute l’Île-de-France. Cette année, le festival a été placé sous le signe du Brésil. Un partenariat avec la Délégation Générale des Alliances Française au Brésil et l’événement « Alliance en Résonance » a notamment permis d’apporter à la Quinzaine cette couleur brésilienne au travers de divers projets artistiques : l’exposition « Usina » de la photographe Clarissa Piveta, un concert réunissant Zoxea (Fr) et Chico Correa (Br.) À la Maison des Métallos avec en invités surprises Les Sages Poètes de la Rue et un concert avec les artistes Criolo (Br.) Et Baloji (Belge) qui ont enflammé le Cabaret Sauvage.
Les artistes 2012 : The Roots – Time Bomb Feat Oxmo Puccino - Cassidy (X.Men) - Busta Flex - Youssoupha – La Fouine – Triptik – Zoxea – Medine – Vicelow - Questlove - La Canaille – Mac Tyer - Swift Guad – Chico Correa – Vîrus - Al – Gaiden & Yoshi – Cool Connexion – Nemir – Kenyon - Da Mental Vaporz - Baloji – Criolo - Farid’o - K-Reen – Artik – Tiers Monde – Gaza Team…

#### Paris Hip Hop 2013:Une Afrique unie par le hip hop
Près de 100 000 personnes ont fait le déplacement aux quatre coins de Paris et de la région Île-de-France pour représenter la culture Hip Hop et s'ambiancer au rythme d’une programmation exigeante. Pour cette 8e édition, le festival a décidé de tourner son regard vers l’Afrique en accueillant des artistes de renom venus du Sénégal et d’Afrique du Sud en lien avec le « Tandem Dakar-Paris » et « l’Année de l’Afrique du Sud en France ». Passi, le parrain de l'édition 2013, a présenté son album « Ère Afrique » lors d’un concert exclusif au Divan du Monde.
Les artistes 2013 : Frank Ocean - Pusha T - Mobb Deep - Dizzee Rascal - The Pharcyde Bizarre Ride II - Ultramagnetic MCs - Passi  - Kery James  - Gael Faye + Milk Coffee & Sugar – Flynt – Nemir - Odezenne - Medine - Mike Schreiber - Akua Naru - Didier Awadi - Joke - Mz - Sages Poetes De La Rue - Lazoo - Marko 93 - Matador – Docta - Feini X Crew - Lun1k - Pumpkin - Swift Guad - Rasty - Curio - Da Cruz - La Gale - Dandyguel...